# Thierry Lévy
Pour les articles homonymes, voir Lévy.
Thierry Lévy, né le 13 janvier 1945 à Nice et mort le 30 janvier 2017, à Créteil, est un avocat pénaliste français.

## Biographie

### Jeunesse
Thierry Lévy est né dans une famille bourgeoise juive. Son père, Paul Lévy, est journaliste à L'Aurore, au Journal et à L'Intransigeant puis fondateur en 1918 de l'hebdomadaire Aux Écoutes. Sous l'Occupation, privé de la gestion de son journal parce que juif, il se cache dans le sud de la France avec sa femme, Rosie Nathan, avocat au barreau de Paris convertie au catholicisme. Le couple a trois enfants, baptisés par l’évêque de Paris, après la Libération.
Son père meurt alors que Thierry Lévy, collégien à Janson-de-Sailly, a 15 ans. Celui-ci reprend sept ans plus tard le journal familial, en perte d'audience, essayant de le faire passer d'un positionnement droitier à des engagements de gauche, ce qui finalise la chute de l'entreprise.
Il obtient le diplôme de l'Institut d'études politiques de Paris (section Service public, promotion 1967).

### Carrière
Admis au barreau de Paris en novembre 1969, Thierry Lévy est, en juin 1972, commis d'office, avec l'avocat Rémy Crauste, pour défendre Claude Buffet pour l'assassinat de deux otages à la maison centrale de Clairvaux avec Roger Bontems. Il ne peut pas le sauver de la guillotine, les deux avocats assistant à l'exécution dans la cour de la prison de la Santé le 28 novembre 1972 suivant, mais se fait, durant le procès et après, le relais de son client dans la dénonciation des conditions de détention du système carcéral français.
Opposant à la privation de liberté, « hostile à tout pouvoir, toute loi, tout juge », en rupture avec le système judiciaire, il refuse les affaires où il devrait demander de la détention et défend deux membres du groupe terroriste Action directe, les frères Halfen : Nicolas Halfen est condamné à dix ans de réclusion, Claude Halfen est acquitté. En 2009, Thierry Lévy assigne Jean-Louis Bruguière et Jean-Marie Pontaut pour diffamation, au nom de Claude Halfen, à la suite de la parution du livre d'entretiens Ce que je n'ai pas pu dire, où celui-ci est accusé d'avoir été membre du commando d'Action directe qui a tué deux policiers et en a grièvement blessé un troisième, le 31 mai 1983, sans toutefois avoir tiré lui-même (précisément l'affaire pour laquelle Claude Halfen a été acquitté le 13 juin 1987). Jean-Louis Bruguière est relaxé en première instance (2011), puis en appel (la même année), mais la cour de cassation annule cette relaxe le 19 mars 2013[source insuffisante], et renvoie l'affaire devant la cour d'appel de Rennes, qui relaxe à son tour les prévenus. Le 17 novembre 2015, cette relaxe est de nouveau cassée.
En 1986, il obtient l'acquittement de Roger Knobelspiess. Dans les années 1990, il défend Christian Didier, assassin de René Bousquet (condamné à dix ans de prison), la juge d'instruction Eva Joly contre l'ordre des avocats, l'historien Bernard Lewis (gagnant trois procédures sur les quatre intentées contre son client), les évadés de Clairvaux, qui obtiennent des peines de 6  à   20 ans contre la perpétuité réclamée par l'avocat général.
Il accueille Arnaud Montebourg dans son cabinet, à ses débuts comme avocat.
Il préside l'Observatoire international des prisons - section française de mai 2000 à 2004.
En 2004, conseil de Richard Shirrefs, directeur général d'Eurotunnel, Thierry Lévy obtient la condamnation de Nicolas Miguet, qui doit verser 10 000 euros à Richard Shirrefs pour diffamation et injure.
En 2005, avocat de Claude Cherki, ancien PDG du Seuil, il plaide avec succès contre Jean-Claude Guillebaud, poursuivi pour diffamation par Claude Cherki. Jean-Claude Guillebaud est condamné à 3 000 euros d'amende, 1 euro symbolique de dommages et intérêts, 3 000 euros au titres des frais de justice de la partie civile, et à publier le jugement à ses frais dans Le Nouvel Observateur.
En 2008, il obtient la relaxe de Roger Cukierman, poursuivi pour injure publique par Alain Krivine. L'année suivante, aux côtés de son confrère Dominique Tricaud, Thierry Lévy défend avec succès Siné, poursuivi par la LICRA, mais relaxé par le tribunal de Lyon.

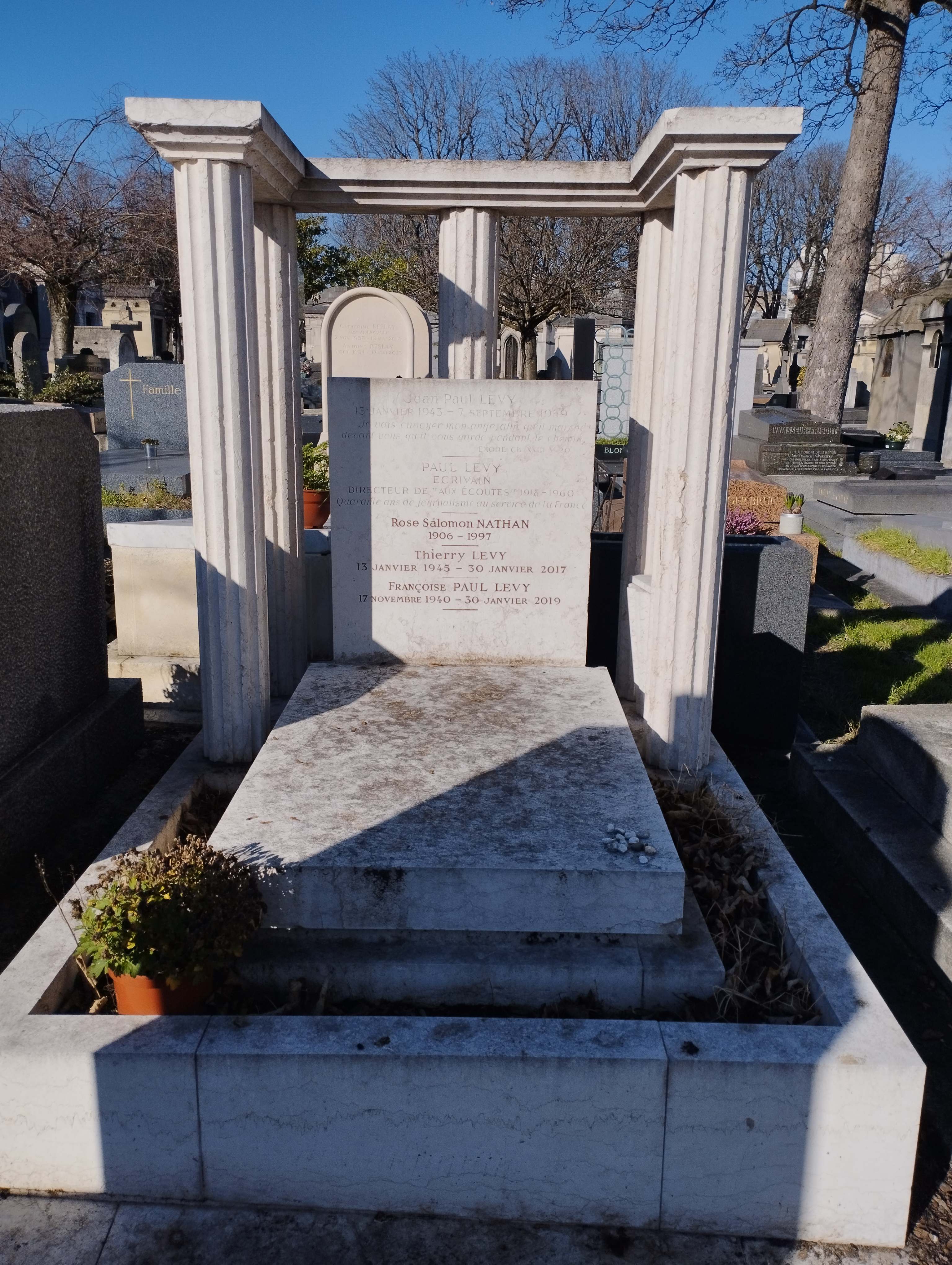
Tombe de Thierry et Paul Lévy au cimetière de Passy (division 10).

Avocat des cinémas Utopia, Thierry Lévy obtient, en 2010, le rejet de l'action intentée par l'Association culturelle juive des Alpilles (ACJA), puis la condamnation de Yann Moix et du Figaro pour injure publique contre les responsables du réseau de cinémas. En 2012, il représente les intérêts de son confrère Jérémie Assous contre la multinationale All Communication Network, déboutée de sa plainte en diffamation.
Devenu un habitué des plateaux télévisés durant les années 2000-2010, il prend part à des débats sur des faits de société, s'opposant parfois rudement à des personnalités controversées telles que Dieudonné — il considérait cependant que « l'interdiction de ses spectacles était une faute » — ou à d'autres personnalités telles que Jean-Luc Mélenchon, Alain Bauer et Nicolas Sarkozy.

## Publications
Outre de nombreux ouvrages et articles juridiques, Thierry Lévy a beaucoup écrit sur l'art de l'éloquence et sur la profession d'avocat, notamment Convaincre : Dialogue sur l'éloquence, en collaboration avec Jean-Denis Bredin. Il a également écrit quelques courts essais qui constituent des plaidoiries à propos de divers aspects du politiquement correct qui affligerait selon lui la société française contemporaine.
- L'animal judiciaire, Paris, Grasset, 1975
- Le désir de punir, Fayard, 1979
- Le crime en toute humanité, Grasset, 1984
- La société des femmes, Paris, Flammarion, 1987
- Le droit chemin, Paris, Plon, 1989
- Blessure mortelle (roman), Paris, Flammarion, 1992
- Justice sans Dieu, Odile Jacob, 2000
- Éloge de la barbarie judiciaire, Paris, Odile Jacob, 2004, 187 p. (ISBN 978-2-7381-1554-6)L'ouvrage dénonce la « pandémie victimaire » des tribunaux.
- Nos têtes sont plus dures que les murs des prisons, Paris, Grasset, 2006, 83 p. (ISBN 978-2-246-69671-1)
- Lévy oblige, Grasset, 2008
- Plutôt la mort que l'injustice : au temps des procès anarchistes, Paris, Odile Jacob, 2009, 276 p. (ISBN 978-2-7381-1831-8)
- Rose, Plon, 2015

### En collaboration
- Jean-Denis Bredin et Thierry Lévy, Convaincre : dialogue sur l'éloquence, Paris, Odile Jacob, 1997, 392 p. (ISBN 978-2-7381-0483-0)
- Participation à l'ouvrage collectif Qu'est-ce que la gauche ?, Fayard, 2017

### Préface
- Nan Aurousseau, Paroles de bandits (essai en collaboration avec Marie Laborde), Paris, Éditions du Seuil, coll. « Combat de Claude Durand », 1975